# Ивановка (Стерлибашевский район)
Ивановка (баш. Ивановка) — деревня в Стерлибашевском районе Республики Башкортостан Российской Федерации. Входит в состав Айдаралинского сельсовета.

## География

### Географическое положение
Расстояние до:
- районного центра (Стерлибашево): 17 км,
- центра сельсовета (Айдарали): 5 км,
- ближайшей ж/д станции (Стерлитамак): 77 км.

## Население
| 2002 | 2009 | 2010 |
| ---- | ---- | ---- |
| 2    | ↘0   | ↗2   |

Согласно переписи 2002 года, преобладающая национальность — русские (100 %).